# 고병국
고병국(高秉國, 1909년 1월 12일~1976년 5월 7일)은 대한민국의 교수·변호사·법학자이며, 전 경희대학교 총장이다. 평안북도 의주 출신이다.

## 학력
- 1927년 : 신의주고등보통학교 졸업
- 1930년 : 시즈오카 고등학교 문과 졸업
- 1934년 : 도쿄 제국대학 법학과 학사
- 1936년 : 도쿄 제국대학 법학부 대학원 수료

### 명예 박사 학위
- 1963년 : 경북대학교 명예 법학박사

## 주요 경력
- 1932년 : 일본 고등시험 사법과 합격
- 1933년 : 일본 고등시험 행정과 합격
- 1936년 : 변호사 개업(도쿄)
- 1937년 : 변호사 개업(경성)
- 1938년 ~ 1941년 : 연희전문학교 교수
- 1945년 : 경성법학전문학교 교장
- 1946년 : 서울대학교 법과대학장(초대)
- 1947년 : 변호사 시험위원
- 1948년 : 대한민국 헌법제정 전문위원, 법전편찬위원
- 1955년 : 한국법학원 부원장, 부이사장
- 1958년 : 단국대학 학장
- 1960년 : 경희대학교 대학원장
- 1961년 ~ 1963년 : 제2대 경희대학교 총장[2]

## 저서
- 《영미법사전》
- 《법률학사전》
- 《법률사관》(번역서, 1953년)
- 《법의 새로운 길》(번역서, 1961년)

## 회원
- 1953년 : 대한민국학술원 회원

## 상훈
- 문화훈장 국민장
- 국민훈장 동백장